# Kaffepausen
Kaffepausen er en dansk kortfilm fra 2007, der er instrueret af Johannes Pico Geerdsen efter manuskript af Lars Bang.

## Handling
En harmløs kaffepause udvikler sig fatalt i denne film om de to politibetjente Christian og Erik. Det er en film om maskulinitet, magtbalance, rygter og skam.

## Medvirkende
- Søren Malling - Erik
- Mads Koudal - Christian
- Charlotte Rathnov